# Charlotte Munck (sjuksköterska)
Charlotte Munck, född 1876, död 1932, var en dansk sjuksköterska. Hon är främst känd för sina insatser för sjuksköterskors arbetsförhållanden, då hon hade en central roll för fackföreningen Dansk Sygeplejeråd, vars ordförande hon var 1927-1932, och för deras utbildning, då hon 1913 grundade sjuksköterskeprogrammet på Bispebjerg Hospital.